# NGC 482
NGC 482 (również PGC 4823) – galaktyka spiralna (Sab), znajdująca się w gwiazdozbiorze Feniksa. Odkrył ją John Herschel 23 października 1835 roku.